# Кэндзан

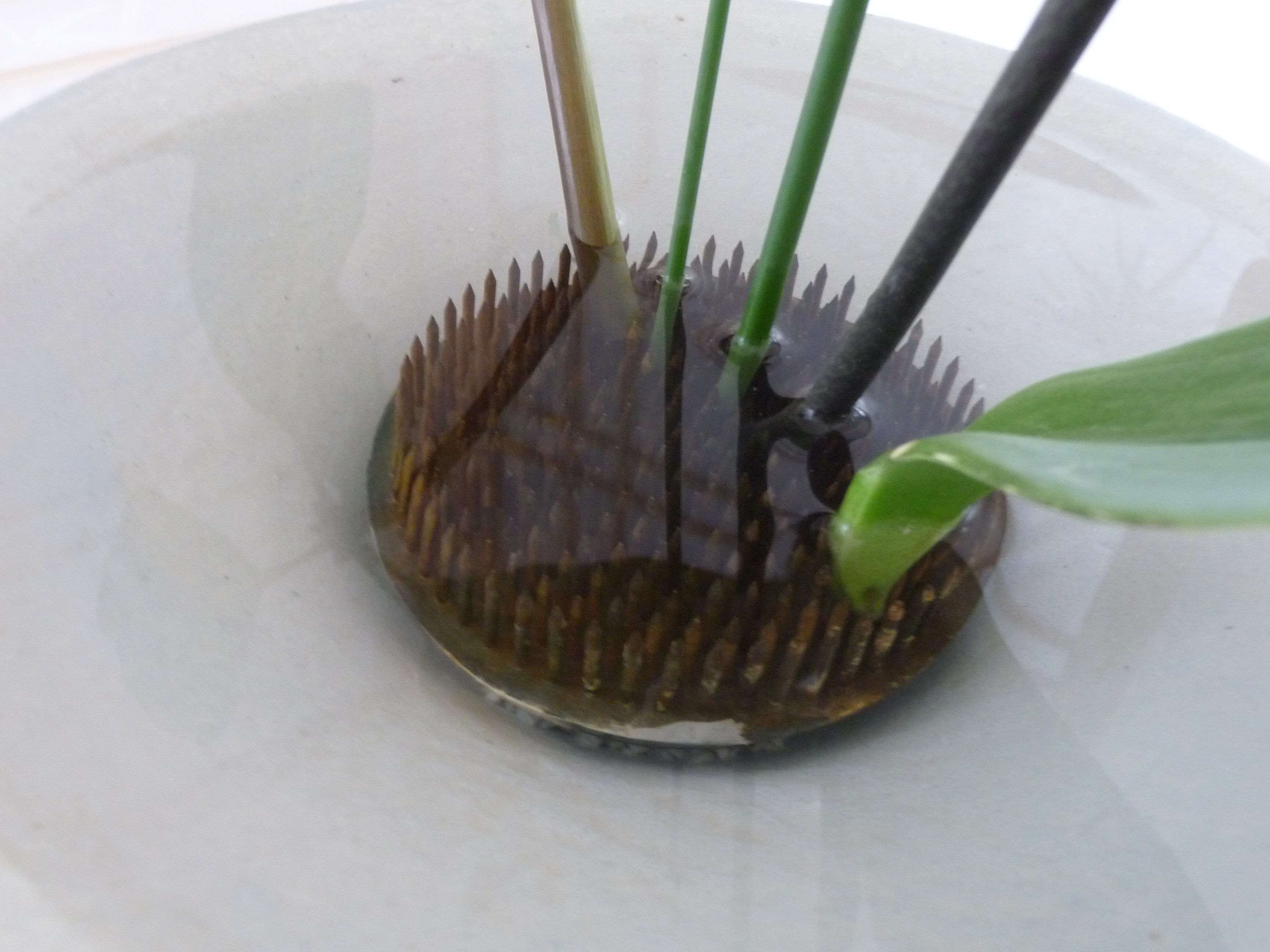
Стебли цветов, зафиксированные в кэндзане

Кэндзан (яп. 剣山) — держатель-наколка, предназначенный для фиксации растений в икебане при создании композиций, изобретён для стиля морибана. Кэндзан обеспечивает устойчивость стеблей и веток и их требуемое взаимное расположение. Состоит из тяжёлого металлического основания с множеством вертикальных игл, между которыми вставляется растительный материал. Кэндзан с закрепленными в нем растениями обычно помещается в плоскую низкую вазу с водой; его при этом стараются скрыть от наблюдателя.